# Церква святого архістратига Михаїла (Устя)
Церква святого архістратига Михаїла в Усті — парафія і храм греко-католицької громади Мельнице-Подільського деканату Бучацької єпархії Української греко-католицької церкви в селі Устя Чортківського району Тернопільської области.
Оголошена пам'яткою архітектури місцевого значення (охоронний номер 402).

## Історія церкви
У 1760-х роках була збудована кам'яна греко-католицька церква Святого Архистратига Михаїла. Її освятили у 1774 році за служіння о. Леона. У 1906 році в храмі провели реконструкцію. На території парафії також є мурована дзвіниця і проборство, збудоване у 1924 році.
З 1947 року парафія і храм належали до РПЦ.
У 1961 році церква постраждала від пожежі, яка знищила давню церковну бібліотеку. Після цього храм відремонтували.
У 1990 році парафія і храм перейшли в лоно УГКЦ.
У жовтні-листопаді 2005 року на парафії відбулася Свята Місія, під час якої владика Бучацької єпархії Іриней Білик освятив місійний хрест.
При парафії діють: братство «Апостольство молитви», спільнота «Матері в молитві», Марійська дружина та Вівтарна дружина.
На території села є:
- Насипана могила пам'яті героїв УПА з фігурою Матері Божої.
- Фігури Божої Матері.
- Капличка, що є пам'яткою стародавньої архітектури.
- Хрести 1848 року.
- Фігура з розп'яттям Ісуса Христа 1916 року.

## Парохи
- о. Леон,
- о. Іларій Горбачевський (1820—1822),
- о. Микола Дворянський (1823—1843),
- о. Осип Чернявський (1844—1862)
- о. Павло Марцінковський (1863—1869),
- о. Ілларій Данкевич (1870—1892),
- о. Ізидор Ганкевич (1892—1936),
- о. Михаїл Ільницький (1936—1941),
- о. Ярема Ляшкевич (1942—1944),
- о. Тален Жигалович (1944—1946),
- о. Омелян Чайковський (1947—1953),
- о. Гордійчук,
- о. Василь Ковальчук (до 1993),
- о. Олег Шумелда (1993—1995),
- о. Валерій Кандюк (1996—1998),
- о. Ярослав Капулов (1998—2011),
- о. Володимир Фурман (2011—2013),
- о. Юрій Голуб (з 1 вересня 2013).